# Foristell
Foristell – miasto w Stanach Zjednoczonych, w stanie Missouri, w hrabstwie St. Charles.